# 襖
襖（ふすま）は、木などでできた骨組みの両面に紙や布を張ったものでそれに縁や引手を付けたもの。和室の仕切りに使うパネル状の建具の一つであり、一般に引き戸構造となっている。「襖障子」（ふすましょうじ）または「唐紙障子」（からかみしょうじ）と呼ばれることもある。単に「唐紙」と呼ばれることもある。

## 語源
障子という言葉は中国伝来であるが、「ふすま」は唐にも韓にも無く、日本人の命名である（ちなみに「ふすま（襖）」は現代中国語では、「日式袄门」（「袄」は「襖」の簡体字）、「福司玛」・「福斯玛」（音訳）、「纸拉门」（「拉门」は引き戸の意）などと訳される）。「ふすま障子」が考案された初めは、御所の寝殿の中の寝所の間仕切りとして使用され始めた。寝所は「衾所（ふすまどころ）」といわれた。「衾」は元来「ふとん」「寝具」の意である。このため、「衾所の衾障子」と言われた。さらには、ふすま障子の周囲を軟錦（ぜんきん）と称した幅広い縁を貼った形が、衾の形に相似していたところから衾障子と言われた、などの説がある。
「衾（きん）」をふすまと訓ませるのは、「臥す間（ふすま）」から来ていると想像される。いずれにしても「ふすま」の語源は「衾」であるという学説が正しいとされている。ついでながら、襖の周囲に縁取りとして使用した軟錦は、もとは簾や几帳に、縁取りや装飾として使用された、帯状の絹裂地のことである。寝殿造で多用された簡易間仕切りの衝立てにも縁取りとして軟錦は使用され、また畳の繧繝縁（うげんべり）などの縁取にも使用されている。几帳は、台に二本の柱を立て上に横木を渡して、絹綾織りの帳（とばり）を掛けたもので、主として女性の座する空間の間仕切りとして、使用されていた。帳は絹布を軟錦の縁取りでつなぎ合わせて、軟錦の上からさらに軟錦の帯を飾りとして重ねて垂らし、裾は長く流して十二単衣の裾のような風情を作っていた。
「襖」は衣服のあわせや綿いれの意で、両面が絹裂地張りであったことから「ふすま」の表記に使用された。襖の原初の形態は、板状の衝立ての両面に絹裂地を張りつけたものであったと考えられる。この衝立てを改良して、框（かまち）に縦桟横桟を組み、両面から絹布などを貼って軽量化を図った。この軽量化された衝立てを改良発展して、張り付け壁（副障子）や屏風にも応用していったと思われる。むろん、張りつけ壁や屏風にも、幅の広軟錦が張りつけられていた。「襖」が考案された当初は、表面が絹裂地張りであった。このため「襖障子」と称された。のちに、隠蔽性の高い厚手の唐紙が伝来して障子に用いられて普及していくが、襖障子と唐紙障子は混同され併用されて、絹張りでない紙張り障子も襖と称されていく。
一応、正式の客間には、白地または襖絵が描かれたものを用いて襖障子と称し、略式の居間や数寄屋風の建物には、色無地や小紋柄を木版で刷った唐紙を使用し、唐紙障子と称したようである。唐紙障子の考案からやや遅れて、「明障子（あかりしょうじ）」が考案された。今日の障子である。
時代を経るに従い言葉が縮まり、「襖障子」「唐紙障子」の内、「障子」が脱落して「襖」「唐紙」となり、「明障子」は逆に「明」が脱落し、障子が固有名詞となり、間仕切りの総称から地位を譲った。

## 構成
下地となる組子や板、上貼りの紙、引き手、縁などから成る。

### 引き手
襖の開閉時に手をかける部分を引き手（引手）といい、機能面だけでなく、美的なアクセントにもなっている。古い時代の引き手はほとんどが革か紐、あるいは金物に糸を通したものだったが、大名たちが盛んに城造りや寺院の建立をした安土桃山時代になると、襖の上に溝を切って窪みを作り、金属や木竹、磁器などで作ったさまざまな意匠の引き手を取りつけるようになった。

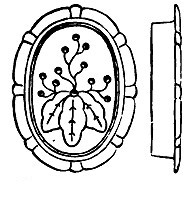
手をかける周りの部分を「座」、窪んだ部分を「銅」という。エドワード・モース『日本の家とその周辺』スケッチより
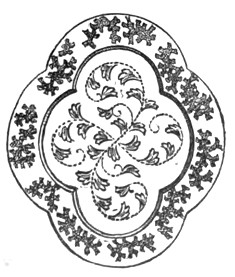
モース『日本の家とその周辺』より
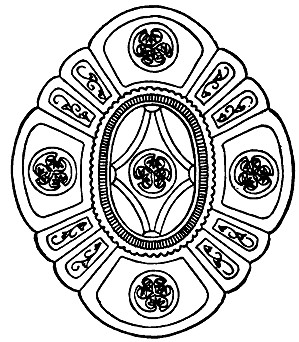
モース『日本の家とその周辺』より
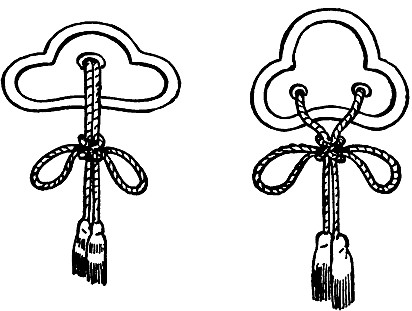
モース『日本の家とその周辺』より
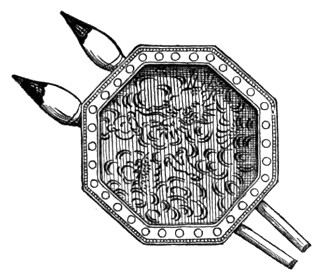
モース『日本の家とその周辺』より
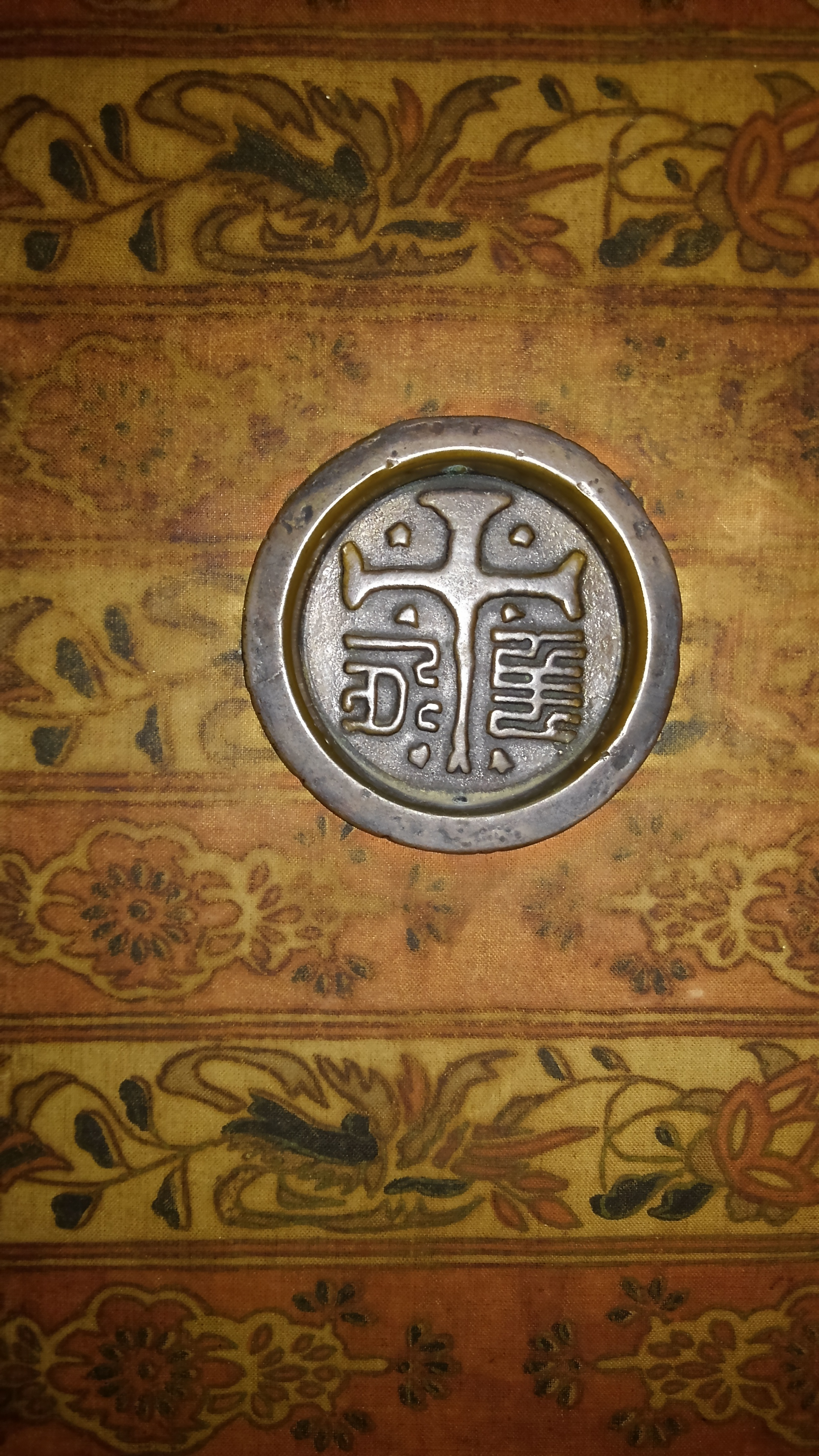
旧吉松家の襖引き手
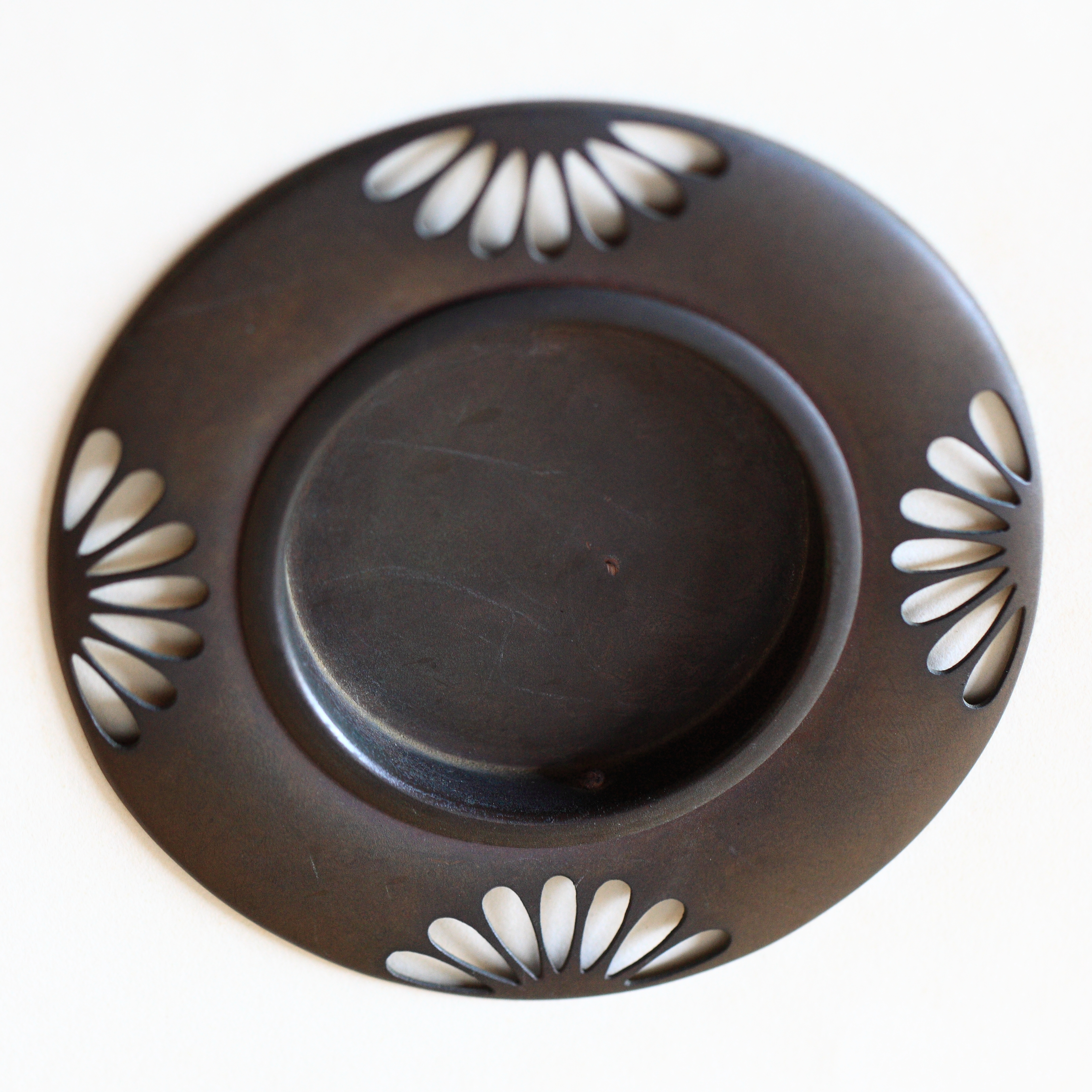

## 『源氏物語』とふすま
『源氏物語』の中に「開きたる障子をいま少しおし開けて、こなたの障子は引きたて給いて」とあり、また障子に歌を書き付ける話が何度か出てくる。
『源氏物語』は、引き違いの襖障子をありふれた情景として描いている。この頃になると貴族や上流階級の邸宅には襖がかなり普及していたと判断できる。
『源氏物語』が書かれてから凡そ100年のちの藤原隆能の描いた『源氏物語絵巻』は、濃い色彩を塗り重ねていく、つくり絵の独特の優美な日本最古の絵巻物語である。人物は下ぶくれの顔に細い横線を引いて目とし、鼻を鉤かぎ状に描く「引目鉤鼻」の手法で描かれ、家屋は屋根や天井を省略した吹抜け屋台となっている。この絵巻物によってで室内の様子がよく判り、衝立、几帳、簾、蔀、屏風など建具の使用状や、襖障子に大和絵が描かれているのが分かる。
「宿木」の巻では、清涼殿朝餉の間には大和絵の襖障子と、銀地に流水飛鳥の図を描いた副障子（可動式の壁として使用した、嵌め込み式の襖障子の一種）が描かれている。「東屋」の巻では、浮舟の住まう三条の小家の縁側には、遣戸が見える。
室内の間仕切りに襖障子が使用されているが、姫君の座している側にはかならず几帳が置かれ、個性を演出する織物が使用されていて、部屋をさらに細分化して使用するための重要な隔ての役割を演出している。華麗な室内意匠は実に王朝絵巻にふさわしい。外回りの隔てには、明かり取りに簾や格子も多く見受けられるが、要所には舞良戸が使用されている。
帝やその他位高き男性の側には、屏風が描かれている。それぞれの建具にそれぞれの役割とインテリアとしての意匠や象徴的意味が込められているようだ。この時代の襖障子は、板戸用の骨太い組子桟に、絹裂地（きれじ）張りであった。開閉の為、引き手として太い総（ふさ）や、戸締まり用の懸金（かけがね）が付けられていた。そして多くは絵師による絵付けが施されていた。当時の一間は3mであり、2枚引違いにすると現在の建具の倍近い巾があった。しかも大工道具が未発達で台鉋もない時代で、骨太い組子しか作れなかった為、今日から考えると実に武骨で大変重い建具であったと思われる。
現存最古の襖は、建久8年（1197年）に建立されたと伝えられる、高野山金剛峯寺不動堂の内陣と外陣の境にたてられている襖である。ただ上張りも下張りも張り替えられており、当時のものは襖の骨組みだけである。ヤリ鉋で仕上げられた組子骨は太く、見付け3cm見込み2cmの桧造りで、縦骨が4本、横骨が7本組まれている。しかも現在の組子と同じ縦横の骨を交互に組付ける地獄組で、大変手のこんだ作り方であるという。

## 襖としつらい
平安時代の寝殿造の内部は、丸柱が立ち並ぶだけの、構造的な間仕切りが無い、板敷きの床の大広間形式であった。開放的な空間を、住む人の日常生活の都合や、季節の変化や年中行事の儀礼や接客饗宴などに応じて、几帳や屏風や障子などによって内部を仕切り、帳台や畳その他の調度を置いて、その都度適切な空間演出を行った。このような室内の設営を「しつらい」と呼んだ。
「しつらい」には「室礼」とか「舗設」などの漢字を当てている。やまと言葉としての「しつらい」の「し」は「為（し）」で「する」という意であり、「つらい」は「つれあう」や「つりあう」の意で、その時々の情況に応じて「連れ合う」あるいは「釣り合う」ように「する」ことだという。その時々の季節や住む人の格式や生活様式、行事としての儀式の状況などに調和し融和するように、さまざまな障屏具で「しつらえ」た。「しつらえ」のための主要な間仕切りであった障子が、今日の「ふすま」の原型をなしている。平安時代の寝殿造りの「しつらい」の間仕切りとしては、まず建物の外部と内部との隔てる蔀戸、蔀戸に沿ってかける御簾がある。御簾には外側にかける覆い御簾と内側にかける内簾がある。
冬には御簾の内側に重ねて壁代という帷をかける。室内には、いわば帷で作った衝立ともいえる几帳を置いたり、絹や布地の引き幕に近い間仕切りの引帷や軟障で小空間を間仕切った。さらには屏風や衝立障子、衝立障子の発展的形態として、木格子の表裏に絹や布地、後に和紙を張り黒塗りの縁をつけた衾障子などを用いた。なかでも、「しつらい」の間仕切り具として最も重要な「障子」は、平安時代にさまざまな形式の障子が考案されている。仕上げ材料によって絹障子、布障子、紙障子、板障子、杉障子、そして副障子（押障子ともいい壁として用いた）や平安末期には明かり障子などが工夫されている。木の組子格子の表裏に絹や和紙を張り重ねた障子が衾障子あるいは襖障子と呼ばれた。板障子も板を下地として紙や布を張ったもので、柱間にはめ込んで壁として用いた副障子である。
間仕切り建具としての発展的形態から見ると、「障子」は、衝立の原型といえる台脚の上に立てる衝立障子が原型である。絹障子、紙障子、板障子なども台脚の上に乗せる衝立障子であった。衝立障子の中に、四角に窓を開け簀を張りさらに御簾をかけて、内側から向こう側が見えるようにした通障子（透障子）なども工夫されている。「しつらい」として時々の情況に調和させるように「しつらえる」ためには可動形態が便利である。マルチパーパス空間としての寝殿造りは、便所や湯殿さえ固定されていなかった。衝立障子から、柱間に一本の溝を設けてはめ込む副障子が考案された。副障子は建て込み式の障子で、「しつらえ」に応じて建て込んだり、取り外したりできる可動式の壁であった。
この副障子を、鴨居と敷居という二本の溝を設けて、引き違いに動くように工夫したのが鳥居障子（鴨居障子）で、今日の「ふすま」の原型となったもので、衾障子・襖障子と呼ばれた。このような内部空間を間仕切る多様な障子の発明は、寝殿造りの住宅の公と私の明確な分離に基づく、住まい方の変化をもたらした重大な転機となった。特定の機能や目的を備えた小空間への分離独立への展開は、「室」という概念をもたらした。平安末期に明かり障子が誕生しているが、その原型は帳台と呼ばれる寝所の明かり取りの天井に由来していると思われる。帳台は、寝殿のほぼ中央に設けられた寝所で、畳を敷いて一段高くして、四本の柱を立て、帷や御簾を立て回した。後に衾障子で囲われるようになった。帳台の柱には天井も設けられている。寝所とは言っても、昼間は居間として使用するため、組子格子の片面に光を透かす「すずし」（生絹）を張った天井を設けて、天井の明かり取りとした。そして、この帳台の格子天井の「明かり取り」が後の明かり障子の原型であり、「天井」そのものが、後の書院造りで目的や機能別に小空間に間仕切りされた「室」に、杉板天井が設けられる原型ともなっている。

## 金碧障壁画

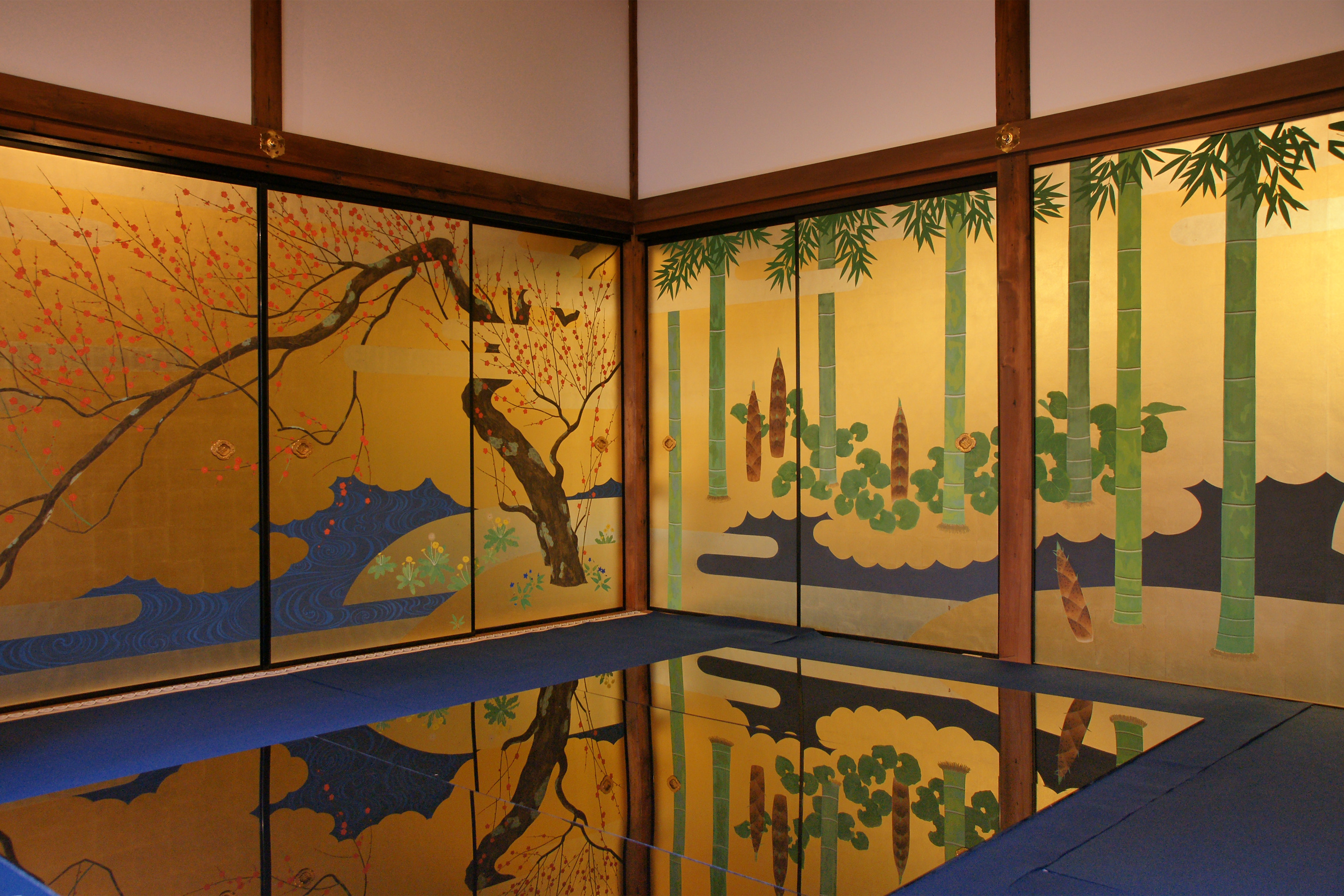
金碧障壁画の襖（圓徳院の方丈）

書院造のひとつの特色に、華麗な金碧障壁画がある。金碧障壁画は、金箔地に群青・緑青・白緑そして朱や濃墨などを用いた、濃彩色の障壁画（襖や貼り付け壁、屏風などに描かれた絵）で、狩野永徳によって新しい画法が創造された。書院造の障壁画として、有名な二条城の二の丸殿舍や西本願寺の対面所がある。正面床の間の、貼り付壁や付け書院、違棚の小襖や間仕切りとしての襖、長押の上の壁面などをすべて構成要素として利用した、雄大で華麗なパノラマ金碧障壁画が描かれている。
狩野永徳は、足利将軍家の御用絵師として、漢画の技法と伝統的大和絵の技法を折衷した新しい画法を創造した。平安時代の貴族の邸宅や寺院に描かれた障壁画は、中国の故事や風物を描いた唐絵であったが、日本の四季の花鳥風月や風景を主題に選び、独特の画法を確立した。また、連続したパノラマ画面を構成する為に、襖から軟錦という幅の広い装飾の縁取りの裂地（簾みすや畳にも装飾の縁取りが付けられた）を取り除き、さらに長押の上の小壁も連続した画面として利用するなどの工夫がなされた。金碧障壁画は、書院の単なる装飾的な価値だけでなく、当然ながら地位権力を象徴する演出として利用された。のちの安土桃山時代には、織田信長の安土城や豊臣秀吉の聚楽第や大坂城などに壮麗な金碧障壁画が描かれ、権力の誇示に利用されていく。
永徳は時代の変革に柔軟に対応して、時の権力者に巧みに取り入り、これらの障壁画のほとんどを狩野永徳とその一門で描いている。狩野派一門は江戸時代徳川将軍家の画工の長として、勢力を維持し続け、画才の他に鋭い政治感覚も合わせて持ち合わせていた。俵屋宗達や尾形光琳などが狩野派の絵画技法を継承発展させて、金碧障壁画は日本美術に実に大きな影響を与えた。

## 襖の文化

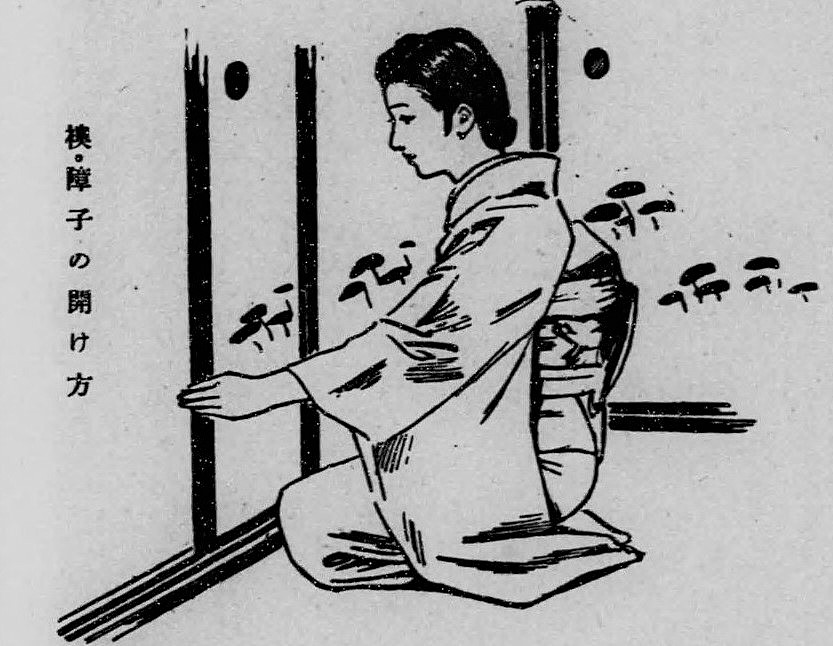
礼法に則った襖の開け閉め方

### 襖の下張り
から紙は、紋様を刷り込んだ襖障子の上張り（表張り）のことで、襖障子には多くの下張りが行われる。下張りの工程は、骨縛り、蓑張り、べた貼り、袋張り（浮張り）、清張りなどの工程があり、種々の和紙を幾重にも丁寧に張り重ねてできあがる。
「骨縛り」は、組子に最初に張り付けるもので、組子骨に糊を付けて、手漉き和紙・茶チリ・桑チリなどの繊維の強い和紙を、障子のように張る。霧吹きをすると和紙の強い繊維が収縮して、組子骨を締め付けてガタがこないようにする重要な役目を担っている。
「打ち付け貼り」は、骨縛り押し貼りともいわれ、骨縛りをより強固にするための重ね張りとともに、骨が透けないようにする透き止めの効果もある。
「蓑張り」は、框に糊付けしずらしながら蓑のように重ねて張る。これを二回～四回繰り返す。これは重要な工程で、組子骨の筋の透け防止と襖建具の裄 をだす。さらに、蓑張りが作り出す空気の層は、断熱保温効果と吸音防音効果も果たしている。
「べた貼り」は、紙の全面に糊をつけて貼り、蓑張りの押さえの役割を持つ。
「袋張り」は、半紙または薄手の手漉き和紙や茶チリなどの紙の周囲だけに、細く糊を付けて袋状に張る。袋状に浮かして張るので「浮け張り」ともいい、奥行きのある風合いを完成させる。
「清貼り」は、紙の全面に薄い糊を付けて貼る。これは上張りの紙の材質や裏と表に材質の異なる表面紙を張るときなどに限って使用する。
これらの幾重にも和紙を張り重ねていく工程は、組子の障子の格子を紙の引きで固定し、木材のひずみを防止するとともに、裄のある（ふくらみのある）風合いをもたせて仕上げるためのものである。骨縛りは引きの強い反故紙を用い、中期工程には湊紙（和泉の湊村で漉かれた漉き返しの紙で、薄墨または鼠色の紙）や茶塵（ちゃちり）紙（楮の黒皮のくずから漉いた紙や、故紙を再生したもので単に塵紙ともいう）を用い、清貼の工程には粘りの強い生漉きの美濃紙・細川紙・石州半紙などが用いられた。
板戸や明かり障子は建具職人によって作られるが、襖は一般に建具とは言わず、「ふすま」と言い、経師や表具師によって、幾重にも紙を張り重ねることによって「ふすま」となって行く。紙質を変え、張りの仕口をかえて、紙を張り重ねていくと、ふすまは丈夫になるとともに、吸音効果や断熱効果そして調湿効果などとともに、ぴんと張りつめたなかにも、ふっくらとした柔らかい味わいで、落ち着いた和風の雰囲気を醸し出す。

### 襖と白
古来から、日本人は「白」という色を、汚れのない清らかなもの清浄なもの、神聖なものとして特に大切にしてきた。白に無限の可能性を感じ、美しさの原点でもあった。
古代から麻や楮の繊維から衣料を作ったが、特に楮の皮の繊維は「木綿（ゆふ）」と呼ばれ、剥いだ樹皮の繊維を蒸した後、水にさらして糸状に精製したものである。この木綿で織った布を白く晒したものを白妙と呼び、日本人の白さに対する感覚の原点と言える。清らかな冷たい水の中を幾度もくぐらせて、何度もさらすことによって、身を浄めるようにして得られた、美しく白い繊維の木綿の白さに神聖なものとしての感情が移入されている。木綿は「ぬさ」とも呼ばれ、幣または幣帛という漢字が当てられている。
木綿は、神を招来するための祭具であり、神の座の飾りでもあった。神前で舞う巫女の持つ榊の小枝や、神に捧げる若竹や篠などを用いた斎串に付けたり、しめ縄に垂（四手）として飾り、神聖な領域を示す結界の象徴として用いてきた。木綿は楮の皮の繊維からつくり、紙もまた楮の繊維からつくる。和紙が普及する奈良時代には、木綿に代わって紙が幣の座を占め、どこの神社も紙の幣帛で飾られるようになった。
和紙の普及に伴い、奈良時代には木格子の両面に和紙を張った衝立障子が用いられ、平安時代には衾障子が用いられるようになっている。障子は古来間仕切りの総称として用いられたが、「障」はさえぎる、へだてるの意がある。障子は神聖な「奥」への視界をさえぎり、さらには物の怪や邪霊を防ぎ、風や冷気をさえぎる。衝立障子や屏風、帷そして衾障子には、木綿で織られた白妙や麻・絹そして紙を張ったが、神聖な場所としての結界として、聖域を邪霊から守り防ぐ意味から、清浄で神聖な「白」が張られた。そして、寝具として身を包む衾も清らかな白が用いられた。
『類聚雑要抄』（るいじゅうざつようしょう）所収の永久3年（1115年）藤原忠実の東三条殿の寝殿しつらえ図面によると、すべての障子には絵画も唐紙紋様もない「地・白」と記されている。随身所のしつらえ立面図などには、すでに障子の表面に「襖」という文字が記され、「襖類何レモ白」と記されている。襖に白鳥の子を張るという伝統は今日にも引き継がれており、格式の高い料亭や旅館にも使われており、皇居の和室の襖も白の鳥の子が張られているという。
古代以来の日本人の白に対する神聖性とは別に、仏教伝来と共に対局の金色燦然とした「荘厳」といわれる飾りの聖性を獲得していった。仏教における祭壇で、黄金の光背を放つ金色燦然とした金銅仏が安置され、きらびやかに彩られた欄間などの装飾によつて、空間全体が極楽浄土を暗示している。古代の神道の清浄な「白」に対す聖性に対して、光り輝く黄金色の新しい聖性は、古代の日本人に大きな価値観の変化をもたらした。仏教の影響は、神道の拭い清める白の神聖性と、白の装飾性から、仏像伽藍のような、より立派により華やかに装飾するという加飾性を大きくしていった。 
襖の原型である衝立障子や屏風そして押しつけ壁にも、唐絵が描かれるようになり、九世紀中頃には大和絵が描かれるようになった。鎌倉・室町時代に寝殿造から書院造へと移行し、江戸時代に書院造は武士階級の住宅様式として完成していった。初期の書院造りの特徴は、接客対面の儀式の場としての書院を、権力の象徴として、襖障子と張り付け壁を連続させて、その全面を金地極彩色の金碧障壁画で飾り立てた。織田信長の安土城は、殿中が金箔で光り輝いていたという。